# 180141 Sperauskas
180141 Sperauskas è un asteroide della fascia principale. Scoperto nel 2003, presenta un'orbita caratterizzata da un semiasse maggiore pari a 2,9859364 UA e da un'eccentricità di 0,0399314, inclinata di 10,45483° rispetto all'eclittica.